# Monochamus masaoi
Monochamus masaoi är en skalbaggsart som beskrevs av Keiichi Kusama och Masatoshi Takakuwa 1984. Monochamus masaoi ingår i släktet Monochamus och familjen långhorningar. Inga underarter finns listade i Catalogue of Life.